# Discographie de Wings
La discographie de Wings comprend les publications de ce groupe à formation variable, constitué autour de Paul et Linda McCartney ainsi que Denny Laine, entre sa formation en 1971 et ses derniers enregistrements, en 1979.
Le groupe a ainsi publié sept albums studio en huit ans, tous ayant atteint le top 10 américain et le top 20 britannique, et la plupart ayant connu un bon accueil critique. Un album live a également été publié à partir d'une tournée de 1975, et deux compilations. Enfin, le groupe a publié une trentaine de singles, dont Mull of Kintyre, qui bat en 1977 le record du disque le plus vendu au Royaume-Uni.

## Albums

### Albums studio
Entre 1971 et 1979, Wings publie sept albums studio. Le premier est Wild Life, rapidement enregistré et publié en décembre 1971. Le fait que le nom de Paul McCartney n'apparaisse pas sur la pochette, le manque de marketing et l'absence de single contribue à lui faire connaître un succès commercial limité. L'accueil critique est également assez froid, jugeant le disque réalisé trop hâtivement. L'année 1972 étant consacrée à des concerts et singles, Wings ne publie un nouvel album qu'en mai 1973 avec Red Rose Speedway. La leçon est cette fois-ci retenue, et le visage de McCartney apparaît en gros plan sur la pochette. L'album, guidé par un single efficace (My Love) atteint la première place des charts aux États-Unis et connaît un bon accueil critique. Rétrospectivement, cependant, au vu de la production future du groupe, Red Rose Speedway est souvent vu comme un album plutôt paresseux.
Toujours en 1973, c'est à trois que Wings s'engage dans la production agitée de l'album qui devient leur plus grand succès, Band on the Run. Publié en novembre, il monte en tête des classements des deux côtés de l'Atlantique et assoit la popularité du groupe. Il fait par la suite l'objet de plusieurs rééditions agrémentées de bonus. En 1975, le disque reçoit un Grammy Award. C'est peu après qu'est publié Venus and Mars dont la forme musicale est souvent mise en parallèle avec celle de son prédécesseur. Il connaît à nouveau un grand succès commercial. Les critiques, en revanche, se révèlent plus mitigées : tout en reconnaissant de grandes qualités musicales, elles lui reprochent des thèmes souvent jugés trop mièvres.
En 1976, à la veille d'une tournée, le groupe sort un nouvel opus préparé dans l'urgence, Wings at the Speed of Sound. McCartney y répond à la critique qui voulait qu'il occupe une trop grande place dans les albums de Wings. Cette fois-ci, certaines de ses compositions sont interprétées par les autres membres du groupe, et quelques-unes sont écrites par eux. Les critiques déplorent pourtant cette fois-ci le manque d'homogénéité du disque, déplorant que les compositions de McCartney soient moins mises en valeur lorsqu'il ne les interprète pas. Malgré cela, l'album trouve son public (aidé par la grande tournée qu'effectue alors le groupe) et atteint à nouveau les sommets des charts.
En 1978, Wings, à nouveau réduits à trois, publie London Town, un disque moins commercial que ses prédécesseurs. La critique le reçoit de façon plutôt positive, tout en s'étonnant de l'absence du hit publié l'année précédente, Mull of Kintyre, que McCartney a radicalement refusé d'inclure. Le disque connaît un bon parcours dans les classements, notamment aux États-Unis où il se classe deuxième, ne parvenant pas à détrôner la bande originale de Saturday Night Fever. L'année suivante, le groupe publie son dernier album, Back to the Egg : séduit par la vague punk, McCartney y inclut plusieurs rocks très vifs, tout en y plaçant certaines ballades plus calmes. La critique se montre mitigée, notamment concernant ce mélange de genres ; mais c'est surtout d'un point de vue commercial que le disque déçoit. S'il atteint de façon honorable les top 10 des deux côtés de l'Amérique, la maison de disques attendait de meilleurs résultats.
| Année | Album                       | Charts britanniques | Charts américains |
| ----- | --------------------------- | ------------------- | ----------------- |
| 1971  | Wild Life                   | no 11               | no 10             |
| 1973  | Red Rose Speedway           | no 5                | no 1              |
| 1973  | Band on the Run             | no 1                | no 1              |
| 1975  | Venus and Mars              | no 1                | no 1              |
| 1976  | Wings at the Speed of Sound | no 2                | no 1              |
| 1978  | London Town                 | no 4                | no 2              |
| 1979  | Back to the Egg             | no 6                | no 8              |

### Compilations
Deux compilations centrées sur l’œuvre de Wings ont été publiées, l'une pendant la période d'activité du groupe, et l'autre vingt ans après. La première, Wings Greatest, sort en 1978 : elle présente à l'époque l'avantage de regrouper plusieurs chansons qui n'ont, jusque-là, été publiées qu'en single. On y trouve également plusieurs chansons issues de Ram, publié avant la formation de Wings, mais que McCartney considère comme la genèse du groupe. Malgré la publicité qui lui est faite, il atteint des scores modestes, et est depuis rendu obsolète par les publications suivantes. C'est en 2001 qu'est réalisée une nouvelle compilation du groupe, en marge du film Wingspan, documentaire sur l'histoire du groupe réalisé par Mary McCartney. L'album, intitulé Wingspan: Hits and History, contient deux disques. Le premier regroupe des chansons ayant connu un grand succès commercial, et le second des chansons qui ont une importance particulière aux yeux de leur auteur. L'ensemble est particulièrement apprécié par la critique et connaît un bon succès commercial. Il est cependant relevé qu'alors que le disque, par son titre et sa pochette, revendique clairement l'héritage de Wings, plusieurs chansons proviennent également de cinq albums publiés en solo par McCartney entre 1970 et 1984.
McCartney a également, durant sa carrière solo, publié la compilation All the Best! en 1987. Si elle contient plusieurs chansons de Wings, elle n'est cependant pas incluse dans leur discographie. Les œuvres interprétées en solo y occupent en effet une plus grande proportion.
| Année | Album                      | Charts britanniques | Charts américains |
| ----- | -------------------------- | ------------------- | ----------------- |
| 1978  | Wings Greatest             | no 5                | no 29             |
| 2001  | Wingspan: Hits and History | no 5                | no 2              |

### Album live
S'ils ont effectué plusieurs tournées durant leurs dix ans d'existence, Wings ne publie qu'un album live, issu de leur tournée américaine de 1976. Le groupe est alors composé, outre son noyau formé par Denny Laine, Paul et Linda McCartney, du guitariste Jimmy McCulloch et du batteur Joe English. L'album est publié plusieurs mois après la tournée, McCartney se chargeant de sélectionner les meilleures prises parmi les 800 heures d'enregistrements disponibles. Dans la mesure où le musicien désire que la totalité d'un concert soit présente sur Wings over America, soit 28 chansons, l'album est triple. Ce format onéreux, couplé au fait que les albums live ont généralement un succès moindre que les albums studios, n'empêche pas Wings over America d'être un succès commercial, notamment aux États-Unis où il devient no 1.
| Année | Album              | Charts britanniques | Charts américains |
| ----- | ------------------ | ------------------- | ----------------- |
| 1976  | Wings over America | no 8                | no 1              |

## Singles
L'année 1972 voit la publication de trois singles de Wings, dont deux sont victimes de censure. Le premier, Give Ireland Back to the Irish est une des rares chansons contestataires composées par Paul McCartney. Si elle rencontre un grand succès en Irlande du Nord et se classe bien dans les charts, elle ne fait pas l'unanimité chez les critiques, et se voit interdite de diffusion dans plusieurs pays. Le single suivant ne risque en revanche pas de souffrir de censure puisqu'il s'agit d'une chanson pour enfants, Mary Had a Little Lamb, qui divise le public. Le troisième single de l'année, Hi, Hi, Hi, est à son tour censuré par la BBC qui y voit des allusions à la drogue, ce qui ne l'empêche pas de connaître un certain succès, de même que sa face B, C Moon.
Au début de 1973, précédent le succès de Red Rose Speedway, la ballade My Love atteint la tête des classements américains, signe de la montée en puissance du groupe. La même année, McCartney est invité à composer la chanson originale du nouveau James Bond. Intitulée Live and Let Die et interprétée par Wings, la chanson connaît un grand succès critique et devient un temps forts des concerts du groupe, puis de McCartney en solo. En octobre, le groupe frôle les tops 10 avec Helen Wheels, un rock qui annonce Band on the Run (et figure sur l'édition américaine de l'album). Succèdent plusieurs singles issus de l'album (dont un, Mrs Vandebilt, n'est publié qu'en Europe continentale et en Australie), qui connaissent un bon succès : la chanson titre arrive en tête des classements américains, avec une face B inédite, Zoo Gang, thème instrumental composé pour une série télévisée.
L'année 1974 voit une production discographique limitée pour Wings, qui ne publient sous leur nom (outre les dérivés de Band on the Run) que le rock Junior's Farm permettant au groupe de présenter au public ses deux nouveaux membres, Geoff Britton et Jimmy McCulloch. Le groupe publie la même année, sous le nom de « The Country Hams », le single Walking in the Park with Eloïse, composée longtemps auparavant par James McCartney, père de Paul. Le disque est avant tout un hommage familial au retentissement mineur.
1975 et 1976 voient uniquement la publication en single de chansons issues des albums Venus and Mars et Wings at the Speed of Sound. Si, parmi eux, certains se classent très bien et atteignent parfois la tête des charts (Listen to What the Man Said et la réponse aux critiques Silly Love Songs), d'autres, comme Letting Go, comptent parmi les plus grands échecs commerciaux du groupe.
Pour commencer l'année 1977 en poursuivant la promotion de l'album live Wings over America, Wings en publie un extrait, Maybe I'm Amazed, grand succès de McCartney en solo, qui n'avait pas été publié en single dans sa version studio. Le succès de la version live reste modéré comparé à celui de l'album dont elle est issue. Le groupe publie également, de façon masquée par le pseudonyme de « Suzy and the Red Stripes » un single composé et interprété par Linda McCartney, Seaside Woman. L'anonymat de la publication contribue à son manque de succès. À l'inverse, la même année, Denny Laine et Paul McCartney publient ce qui est le plus grand succès en single du groupe, la ballade écossaise Mull of Kintyre, qui bat au Royaume-Uni le record de vente établi en 1963 par les Beatles avec She Loves You. Aux États-Unis, en revanche, la chanson ne connaît aucun succès, au point que la maison de disques met finalement en avant sa face B, Girl's School.
En 1978 et 1979, les singles publiés sont pour la plupart issus des albums London Town et Back to the Egg. Leur succès est généralement modeste, à l'exception de With a Little Luck, qui devient no 1 aux États-Unis. Un seul inédit est publié, en 1979, le disco Goodnight Tonight, que McCartney a écarté du dernier album studio du groupe, et qui atteint la cinquième place des classements, des deux côtés de l'Atlantique. Enfin, en 1980, Wings publie un single qui préfigure la carrière de Paul McCartney en solo. Coming Up est en effet issue de son album solo McCartney II, qu'il a enregistré seul, en jouant de tous les instruments. En face B est proposée une version live enregistrée par Wings. Si le single connaît un grand succès des deux côtés de l'Atlantique, c'est la version de Wings qui atteint le sommet des charts en Amérique.
La différence entre le travail de McCartney en solo et celui avec Wings a parfois été jugée nulle du point de vue du rôle de celui-ci, y compris par certains des membres du groupe. L'ex-Beatles ne se prive ainsi pas d'utiliser une partie du matériel enregistré à l'époque dans sa discographie solo. En 1985, la face B du single Spies Like Us est ainsi My Carnival, mis au point durant les sessions de Venus and Mars dix ans plus tôt. De la même manière, Put It There (en), en 1989, est accompagnée de deux chansons de Wings, Mama's Little Girl et Same Time Next Year.
| Année | Single                          | Classements britanniques | Classements américains |
| ----- | ------------------------------- | ------------------------ | ---------------------- |
| 1972  | Give Ireland Back to the Irish  | no 16                    | no 21                  |
| 1972  | Mary Had a Little Lamb          | no 9                     | no 28                  |
| 1972  | Hi, Hi, Hi                      | no 5                     | no 10                  |
| 1973  | My Love                         | no 9                     | no 1                   |
| 1973  | Live and Let Die                | no 7                     | no 2                   |
| 1973  | Helen Wheels                    | no 12                    | no 10                  |
| 1973  | Jet                             | no 7                     | no 7                   |
| 1973  | Mrs Vandebilt                   | Non publié               | Non publié             |
| 1974  | Band on the Run                 | no 3                     | no 1                   |
| 1974  | Walking in the Park with Eloise | —                        | —                      |
| 1974  | Junior's Farm                   | no 16                    | no 3                   |
| 1975  | Listen to What the Man Said     | no 6                     | no 1                   |
| 1975  | Letting Go                      | no 41                    | no 39                  |
| 1975  | Venus and Mars/Rock Show        | —                        | no 12                  |
| 1976  | Silly Love Songs                | no 2                     | no 1                   |
| 1976  | Let 'Em In                      | no 2                     | no 3                   |
| 1977  | Maybe I'm Amazed (live)         | no 28                    | no 10                  |
| 1977  | Seaside Woman                   | —                        | no 59                  |
| 1977  | Mull of Kintyre                 | no 1                     | —                      |
| 1978  | With a Little Luck              | no 5                     | no 1                   |
| 1978  | I've Had Enough                 | no 42                    | no 25                  |
| 1978  | London Town                     | no 60                    | no 39                  |
| 1979  | Goodnight Tonight               | no 5                     | no 5                   |
| 1979  | Old Siam, Sir                   | no 35                    | Non publié             |
| 1979  | Getting Closer                  | no 60                    | no 20                  |
| 1979  | Arrow Through Me                | Non publié               | no 29                  |
| 1980  | Coming Up                       | no 2                     | no 1                   |

## Participations
Wings a, outre leurs propres albums, participé à d'autres disques. Les premiers à en bénéficier ont été les membres du groupe eux-mêmes. Ainsi, Denny Laine a reçu l'aide du reste du groupe sur Holly Days, un album de reprises de titres de Buddy Holly produit par Paul McCartney en 1977. Les autres membres du groupe ont également contribué à l'enregistrement de l'album Japanese Tears en 1980. Wings a également participé à l'instrumental Maisie, que publie Laurence Juber en 1982.
L'entourage du groupe a également fait l'objet de participations, à commencer par le frère de Paul McCartney, Michael, sous le pseudonyme de Mike McGear : ils contribuent notamment à l'album McGear, en 1974, qui ne connaît pas un grand succès commercial, bien qu'apprécié par la critique. Linda McCartney n'est pas en reste : après sa mort, en 1998, est publié l'album Wide Prairie. On y retrouve plusieurs chansons qu'elle avait enregistré avec Wings.
Enfin, Wings a pris une importante part à l'album live Concerts for the People of Kampuchea, publié en 1981 à partir de concerts de charité de 1979 destinés aux victimes de la guerre au Cambodge. Les concerts faisaient notamment participer les Who, les Pretenders, Queen… La dernière face du double album est consacrée à la prestation de Wings, puis du supergroupe Rockestra, qui avait participé à plusieurs chansons de Back to the Egg.